# Tony Asumaa
Tony Mikael Asumaa (né le 15 septembre 1968 à Vaasa) est un arbitre de football et homme politique ålandais.

## Carrière sportive
Depuis 2005, Tony Asumaa a arbitré des matches du championnat de Finlande, de coupe Intertoto, de coupe de l'UEFA / Ligue Europa, ainsi que des éliminatoires pour la Ligue des champions, l'Euro et la Coupe du monde,.
Il est nommé président du conseil d'administration de la fédération ålandaise de football (Ålands Fotbollförbund (en)) en 2012.

## Carrière politique
Membre du parti Liberalerna på Åland, il est élu au Lagting, le parlement régional d'Åland, en 2011. Il est également le maire de Lemland depuis 2011.